# ギオルギ1世 (イメレティ王)
ギオルギ1世（ギオルギ1せい、グルジア語: გიორგი I、グルジア語ラテン翻字: Giorgi I、1392年没）は、イメレティ王国の王（在位期間1389年–1392年）。

## 生涯
ギオルギはイメレティ公バグラト1世の子として誕生。母親はサムツヘ公国のジャケリ家クヴァルクヴァレ1世の娘であった。1389年、兄アレクサンドレの死去により、後を継いでイメレティ王に就任。兄アレクサンドレはティムールのジョージア侵攻の際にジョージア王バグラト5世と対立し、自らをイメレティ王と宣言していた。ギオルギは兄アレクサンドレと異なり、イメレティにおける権力の強化に成功した。
ギオルギがイメレティ王になった直後は、クタイシを含めイメレティ地方の要塞の多くが、ジョージア王バグラト5世の支配下・庇護下にあった。グリアやオディシをはじめとする各地の領主はバグラト5世の味方であり、ギオルギによる統治を認めていなかった。ギオルギは、ジョージア王バグラト5世の支配下・庇護下にあった数多くの要塞を確保することに成功し、1390年には支持者のアルセニをアブハジアのカトリコスに就任させることで、教会に対する封建支配の足場も確立した。
1392年、ギオルギは軍を率いて、ヴァメク1世を領主とするサメグレロ公国の征服を目指した。しかしながらギオルギは壊滅的な敗北を喫し、戦場にて戦死した。その後、サメグレロ公ヴァメク1世の誘引によりジョージア王バグラト5世の息子ギオルギ7世がイメレティを占領し、ジョージア王国を再統一した。ギオルギの弟コンスタンティネと甥デメトレは、バルカル人が居住する北コーカサスへと避難した。